# Kerstin Preiwuß
Kerstin Preiwuß (ur. 21 listopada 1980 w Lübz) – niemiecka autorka, dziennikarka kulturowa, poetka.
Młodość spędziła w Plau am See i Rostocku. Absolwentka Niemieckiego Instytutu Literatury w Lipsku. Obecnie wykładowca w tym instytucie. Debiutowała swoimi tomikami poezji „Nachricht von neuen Sternen” (2006) i „Rede” (2012). W swoim dorobku ma również powieści „Restwärme” (2014) oraz „Nach Onkalo” (2017). Autorka porusza w swojej najnowszej powieści tematykę meklemburskiej prowincji.
W 2018 otrzymała Nagrodę Literacką im. Eichendorffa.